# Туризм в Бельгии

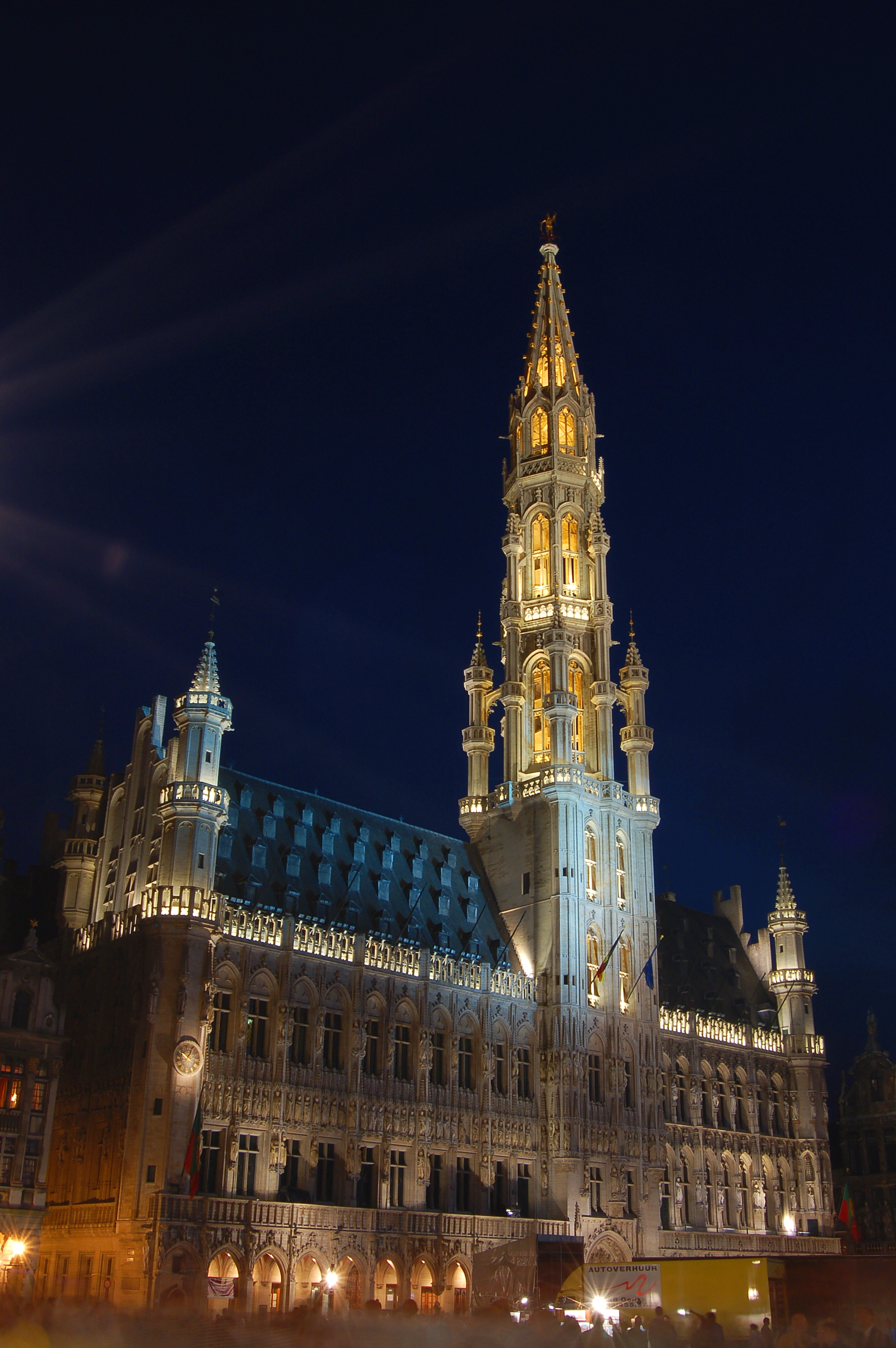
Городская ратуша на Гран-плас, Брюссель

Туризм в Бельгии — отрасль экономики, которая даёт 2,8 % ВВП Бельгии (около 10 миллиардов долларов) и предоставляет работу 3,3 % трудоспособного населения (142 000 человек).
В 2005 году 6,7 миллиона туристов посетили Бельгию.
Две трети туристов приезжают из ближайших к Бельгии стран — Франции, Нидерландов, Германии, а также Великобритании. Больше всего туризм процветает на хорошо развитом в плане инфраструктуры побережье и в Арденнах.
Брюссель и виды Фландрии (Брюгге, Гент и Антверпен) привлекают множество туристов, интересующихся культурой.
Бельгия занимает 21-е место в «Списке по конкурентоспособности в сфере путешествий и туризма», представленном на Международном Экономическом Форуме 2007 года — ниже, чем соседние страны.

## Транспорт
В Бельгии имеется 3 главных пассажирских аэропорта: аэропорт Брюсселя (также известный как Завентем по названию городка, где он в основном расположен) — главный аэропорт страны, аэропорт Брюссель-Шарлеруа примерно в 50 км к югу от Брюсселя, в основном обслуживает компании-лоукостеры, такие как Ryanair и Wizzair, и аэропорт Антверпен (IATA: ANR) имеет некоторые бизнес-рейсы, в том числе по умеренной цене ссылке CityJet к аэропорту Лондон-Сити. Имеются также аэропорты в Остенде, Льеже и Кортрейке, но они обслуживают только грузовые и чартерные рейсы.
Протяжённость железных дорог Бельгии составляет 3592 км (2012), (почти 0,12 км на 1 км² площади), в том числе 3 022 км — двухпутные и 3 002 км — электрифицированных линий. Ширина колеи составляет 1 435 мм. На рядовых линиях применяется напряжение — 3 кВ, а на высокоскоростных — 25 кВ.
Через Бельгию проходят крупные европейские автомагистрали, включая E-19, E-17, E-40, E-411 и E-313.
Порт Зебрюгге связан паромным сообщением с Кингстон-апон-Халлом (Англия) и Росайтом (Шотландия). Протяжённость внутренних водных путей Бельгии составляет 2043 км, из которых 1532 км постоянно используются в коммерческих целях.

## Национальная кухня

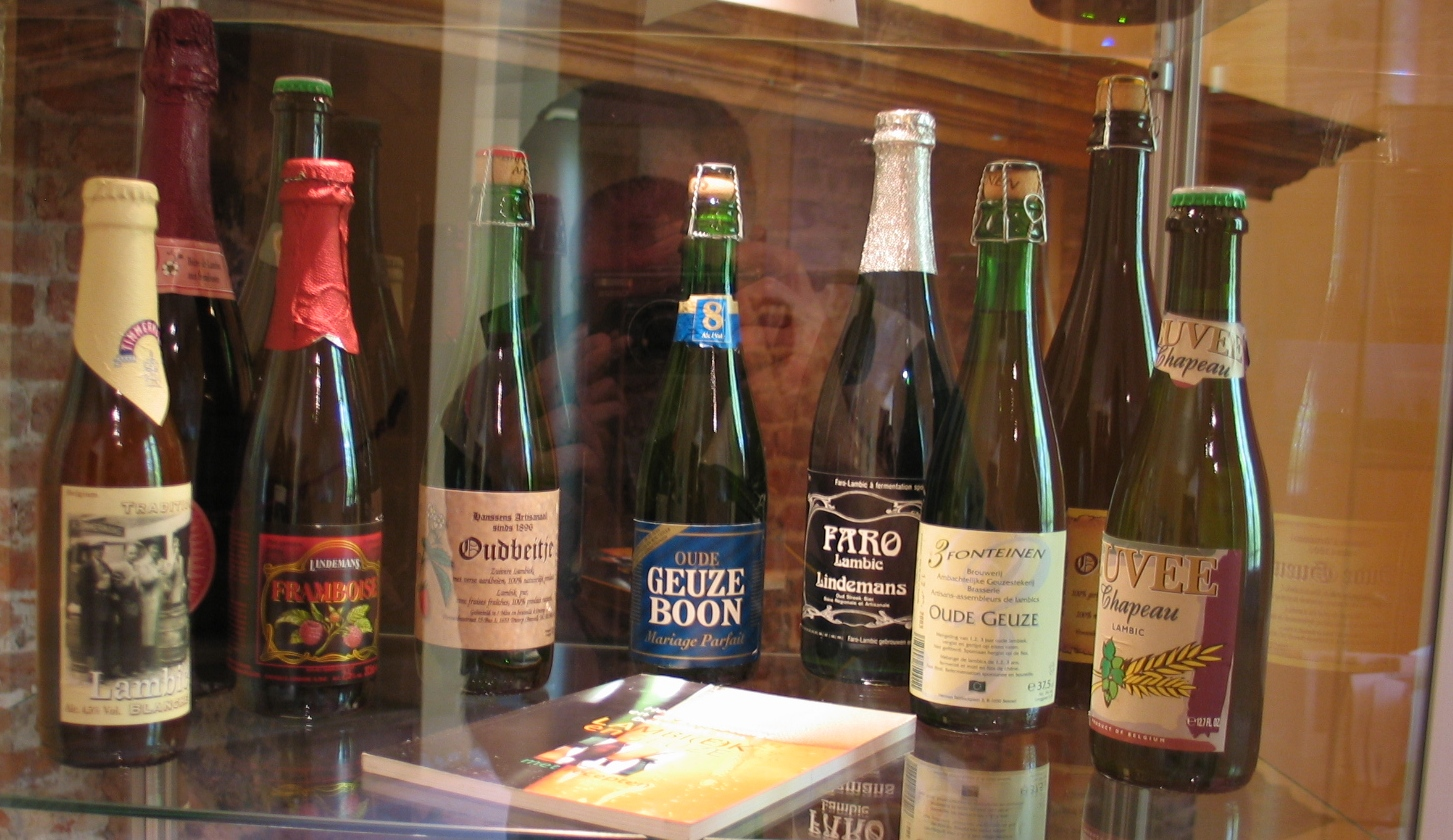
Некоторые марки бутилированного ламбика

Национальная кухня Бельгии сочетает кулинарные традиции соседних стран — Франции, Германии, Нидерландов с собственными кулинарными традициями, сложившимися ещё в средние века. В то время как домашние бельгийские блюда более простые и сытные, как в немецкой или нидерландской кухнях, на ресторанную кухню большое влияние оказала французская кухня.
Бельгийская кухня знаменита в первую очередь шоколадом, вафлями, картофелем фри и пивом, которое многие эксперты признают лучшим в мире; в стране действует 115 пивоваренных заводов, которые выпускают более 500 сортов пива, наиболее известные из которых: ламбик, крик, гёз, траппистское пиво и другие. Среди бельгийских вафель два самых популярных вида — Брюссельские и Льежские. Льежские вафли твёрдые, имеют овальную или круглую форму, с кусочками карамелизированного сахара внутри («сахарные жемчужины»). Брюссельские вафли более мягкие и воздушные, прямоугольной формы, обычно подаются тёплыми и посыпанными сахарной пудрой, со взбитыми сливками, шариком мороженого, шоколадом или фруктами.
Бельгийцы отдают предпочтение сезонным и региональным продуктам, кухни обоих конфликтующих регионов — Фламандского и Валлонского — имеют свои особенности и разнообразие блюд. Так, в прибрежных регионах преобладают блюда из рыбы и морепродуктов, в Арденнах чаще используют дичь.

## Достопримечательности по регионам

### Брюссель

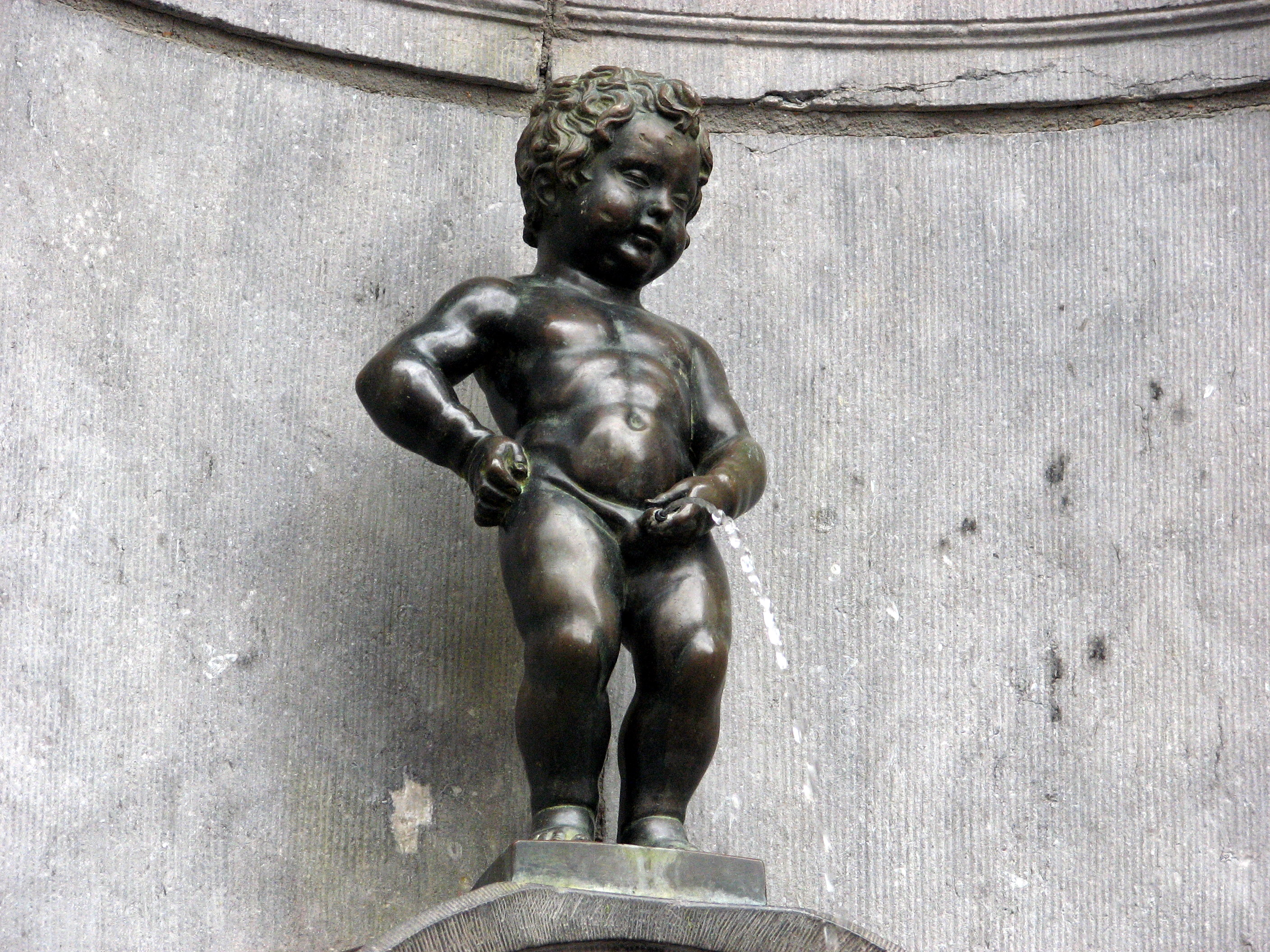
Фонтан «Писающий мальчик», Брюссель

Брюссель — столица Бельгии и Брюссельского столичного региона. Здесь располагаются учреждения Французского и Фламандского сообществ и Фландрии, штаб-квартиры Евросоюза и НАТО, а также секретариат стран Бенилюкса.
В Брюссельском столичном регионе имеется порядка 80 музеев, из которых порядка 40 расположены непосредственно в коммуне Брюссель. Среди наиболее известных — Королевский музей изящных искусств с обширной коллекцией произведений фламандских мастеров, музей военной истории, музей художника Рене Магритта. Наряду с художественными и историческими музеями, в Брюсселе существуют такие уникальные музеи, как Музей шоколада и какао, Музей комиксов, Музей пива, Музей музыкальных инструментов.
Главная площадь Брюсселя — Гран-плас/Гроте-маркт, внесённая в список Всемирного наследия, имеет длину 110 м и ширину 68 м. Площадь окружена домами, построенными в XVII веке, на площади находится здание мэрии — Брюссельская ратуша, представляющее собой шедевр готической архитектуры, увенчанное 90-метровой дозорной башней со статуей архангела Михаила — покровителя Брюсселя. Неподалёку от Гран-Плас находится знаменитый фонтан — Писающий мальчик, бронзовая статуя высотой 61 см. Согласно легенде, четыре века назад один мальчуган спас таким образом город от пожара. С 1987 года в нескольких кварталах от Писающего мальчика появилась статуя Писающей девочки, пандан Маннекена Писа, а в 1999 году появилась также Писающая собачка, символизирующая объединение разных культур в Брюсселе.
Одной из главных достопримечательностей и символом города является Атомиум — модель фрагмента кристаллической решётки железа, увеличенного в 165 миллиардов раз. Это сооружение высотой 102 м было построено ко Всемирной выставке 1958 года. Атомиум находится на севере города в районе Лакен, в непосредственной близи от Атомиума расположен парк миниатюр «Мини-Европа» с копиями наиболее знаменитых сооружений Европы в масштабе 1:25.
Уникальной достопримечательностью Брюсселя являются комиксы на стенах домов, разбросанные по всему городу. Наиболее известные из них собраны в путеводителе Comic Strip Route. Бельгийский центр искусства комиксов, расположенный в построенном по проекту Виктора Орта здании в стиле ар-нуво, хранит коллекцию из более 25 тыс. комиксов, в том числе около 400 оригинальных рисунков Эрже, и рассказывает историю комиксов от самого зарождения до наших дней.
Помимо музеев и постоянных выставок, в Брюсселе периодически проводятся концерты и другие культурные мероприятия, как, например, празднование Дня святого Валентина и Международного женского дня, год комиксов, концерты мировых звёзд.Брюссельская филармония известна тем, что обладает самым большим цифровым архивом партитур за всю историю музыки, а в 2012 году стала первым оркестром в мире, который заменил традиционную нотную бумагу планшетами Samsung GALAXY Note.

### Фламандский регион

#### Антверпен

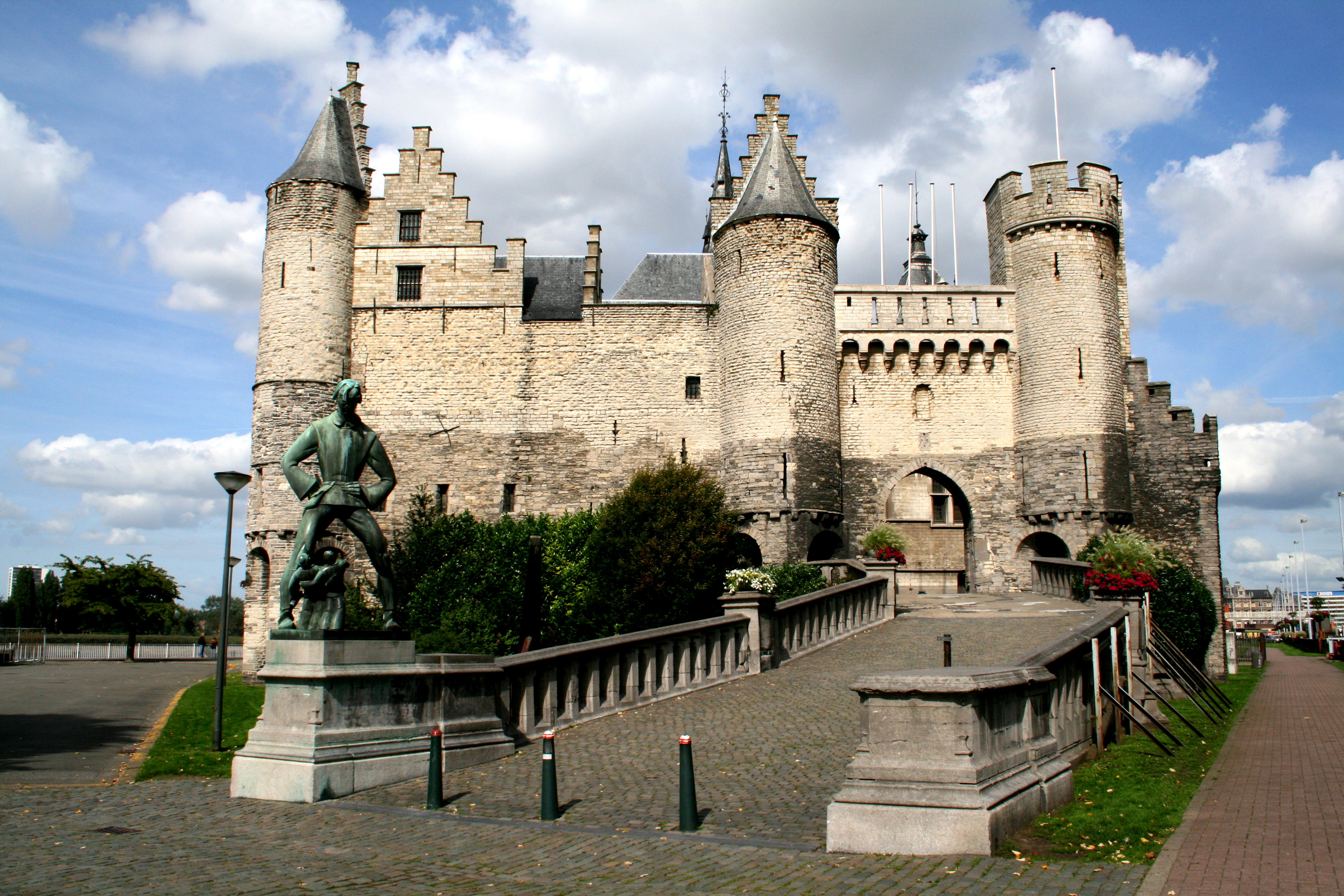
Замок Стен, Антверпен

Антверпен — второй после Брюсселя город страны, самый большой город Фландрии, морской порт, входил в 2010 году в двадцатку крупнейших портов мира, является вторым в Европе после порта города Роттердама в Нидерландах.
В городе имеется ряд музеев, наиболее известные — Королевский музей изящных искусств, Музей ан де Стром, крыша которого представляет собой смотровую площадку (проход свободный), защищенную от ветра стеклянными стенами, Музей современного искусства, Музей Плантена-Моретуса, Музей Майера ван ден Берга, Музей скульптур под открытым небом Мидделхейм.
Среди других достопримечательностей города — Фламандская опера, Городская ратуша и фонтан Брабо, Собор Антверпенской Богоматери, Дом Рубенса, Антверпенский зоопарк — один из старейших зоопарков в мире, основан в 1843 году, содержится более 6000 особей животных.
В городе также расположены памятник Петру Великому и Центр изучения русского языка, культуры и истории России.

#### Брюгге
Брюгге — центр провинции Западная Фландрия, один из самых живописных городов Европы. Исторический центр Брюгге в 2000 году был внесён в список Всемирного наследия ЮНЕСКО. В городе расположено большое количество культовых сооружений, среди которых Церковь Богоматери, Собор Христа Спасителя, Базилика Святой Крови, Иерусалимская церковь, построенная по плану Храма Гроба Господня, Церковь св. Иакова (Синт-Якобскерк), Церковь св. Вальпургии, Собор Святого Сальватора.
Среди музеев города наиболее известны Художественный музей, или «Музей Грунинге» (нидерл. Groeningemuseum, 1930), Музей Грутхусе (нидерл. Bruggemuseum-Gruuthuse, Госпиталь Св. Иоанна (известен также как Музей Мемлинга), Музей Фрэнка Брэнгвина, известен также как «Дом Арентса» (нидерл. Arentshuis), дом-музей фламандского поэта Гвидо Гезелле (нидерл. Bruggemuseum-Gezelle), Археологический музей (нидерл. Bruggemuseum-Archeologie), Музей шоколада, Музей больницы Богоматери гончарного ремесла (нидерл. Onze-Lieve-Vrouw ter Potterie), Фольклорный музей (нидерл. Bruggemuseum-Volkskunde), Бегинаж Тен Вэйнгаре и Музей Сальвадора Дали.

#### Лёвен

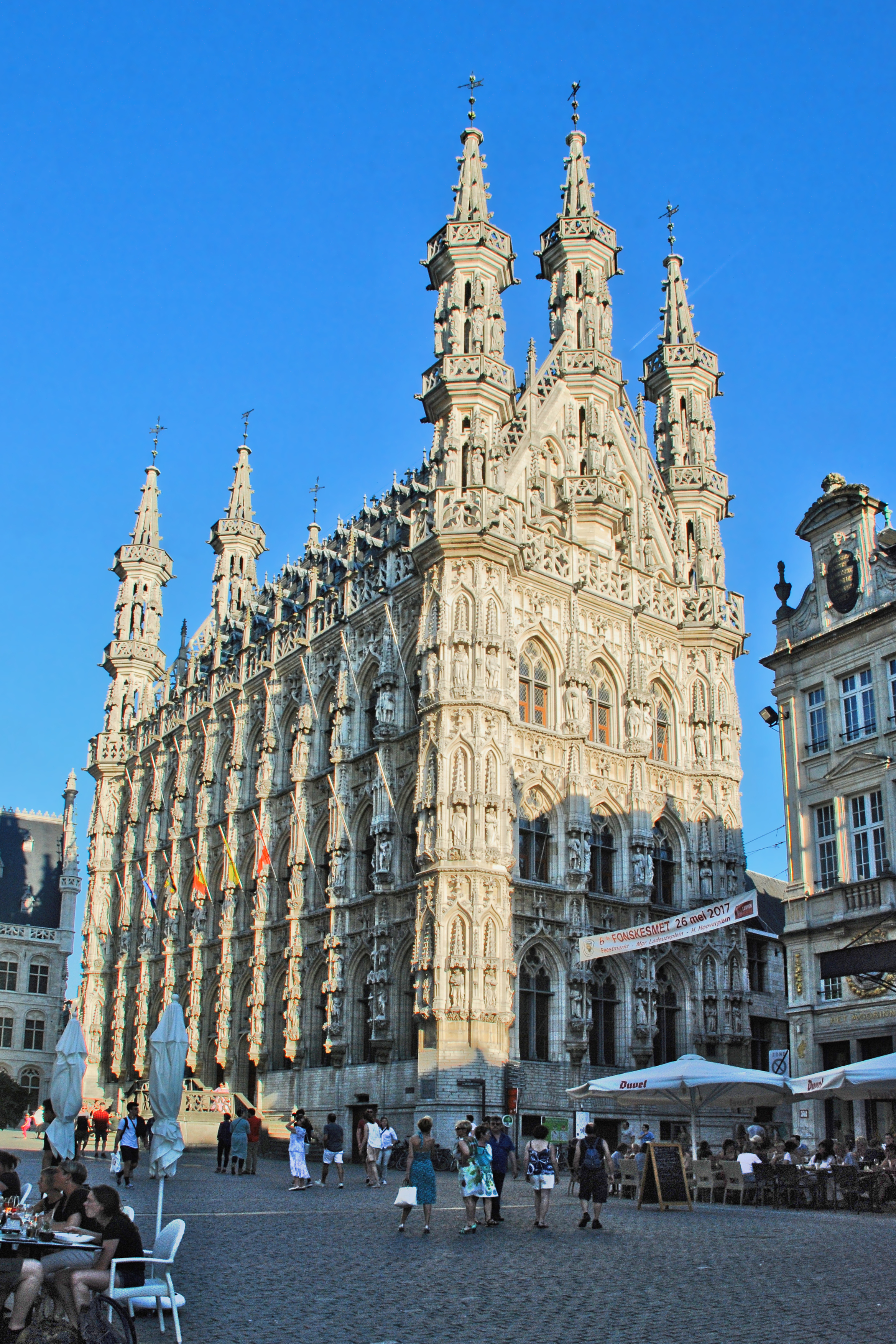
Мэрия Лёвена

Лёвен (в русскоязычной литературе широко распространено также французское название Луве́н) — главный город провинции Фламандский Брабант. Среди достопримечательностей пользуются наибольшей популярностью большой бегинаж, в 1998 году включённый в список Всемирного наследия ЮНЕСКО, Лёвенская ратуша, Церковь Святого Петра, Большой рынок в историческом центре Лёвена и
Ботанический сад, основанный Лёвенским университетом в 1738 году, считается старейшим ботаническим садом в Бельгии. Летом в городе организуются различные мероприятия: еженедельные музыкальные концерты и ярмарки, на которых рестораны представляют свои различные блюда. В городе находится Лёвенский католический университет, где по стипендии кардинала Мерсье учились русские эмигранты, для которых существовало специальное общежитие с домовой церковью, где духовниками, в частности, были священники Дмитрий Кузьмин-Караваев и Алексей Стричек.

#### Гент
Гент — столица и самый большой город провинции Восточная Фландрия. По количеству исторических монументов занимает второе место в Бельгии, уступая только Антверпену. Среди главных достопримечательностей — Замок графов Фландрии, Замок Герерда Дьявола, Собор Св. Бавона со знаменитым Гентским алтарём работы Ван Эйка, Собор Святого Николая, Церковь Богоматери и Святого Петра, Фламандская опера, исторический район Патерсхол.
Город также известен своими музеями, среди которых — Городской музей современного искусства (S.M.A.K.) с комнатой писателя М.Метерлинка, уроженца Гента, городская ратуша, Музей изящных искусств, Археологический музей, Цистерцианское аббатство Бейлоке, Музей декоративного искусства и фольклора, Музей истории медицины.
В Генте проводятся самые крупные культурные фестивали в Европе, известные как Гентские праздники, а каждые 5 лет — Гентские Флоралии, знаменитый фестиваль цветов.

### Валлонский регион

#### Льеж

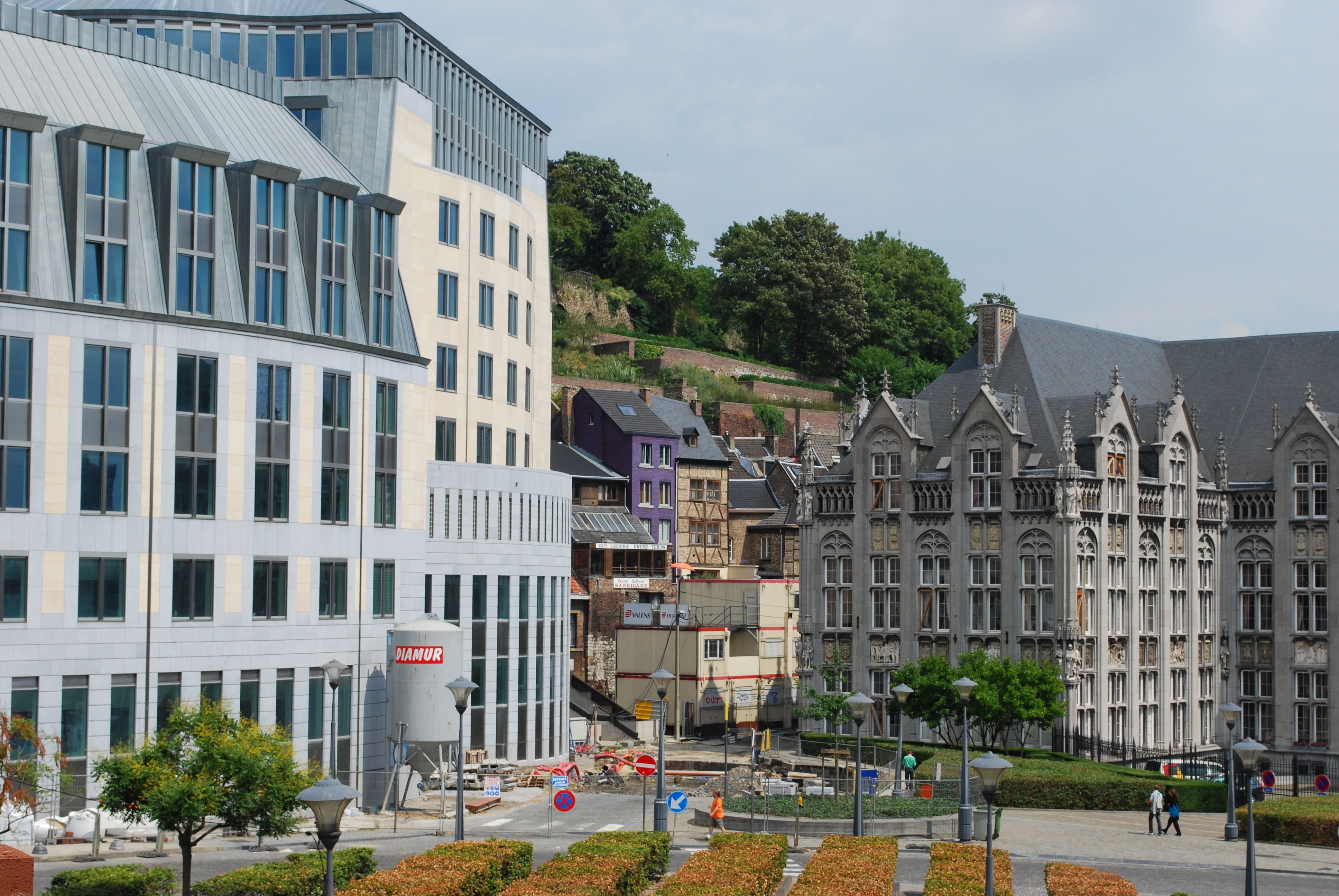
Дворец Правосудия на площади Сен-Ламбер, Льеж

Льеж расположен в Валлонии, административный центр одноимённой провинции. Среди главных достопримечательностей города — Льежский собор и Собор Святого Ламберта и Епископский  дворец. В городе расположены Музей современного искусства, Музей Валлонии, Музей Валлонского искусства и религиозного искусства (Маасская школа) и Музей Курция — элегантно меблированный особняк XVII века, расположенный на берегу реки Маас, в экспозиции которого представлены артефакты египтологии, вооружения, археологии, изобразительного искусства и религиозного искусства Маасской школы.
Для туристов представляют интерес исторический центр города (Carré), площадь Ор-Шато, площадь Утремёз, парки и бульвары вдоль реки Маас, лестница в 400 ступенек, ведущая с площади Ор-Шато к городской Цитадели, торговый центр Médiacité, построенный по проекту Рона Арада и железнодорожный вокзал Льеж-Гиллеминс по проекту Сантьяго Калатрава.
Льеж имеет богатые культурные традиции, в нём проводятся Международное биеннале современного танца, театра и музыки, Международное биеннале фотографии и визуальных искусств, Международное биеннале дизайна, ежегодно — Джазовый фестиваль и Международный фестиваль детективного кино.

#### Намюр

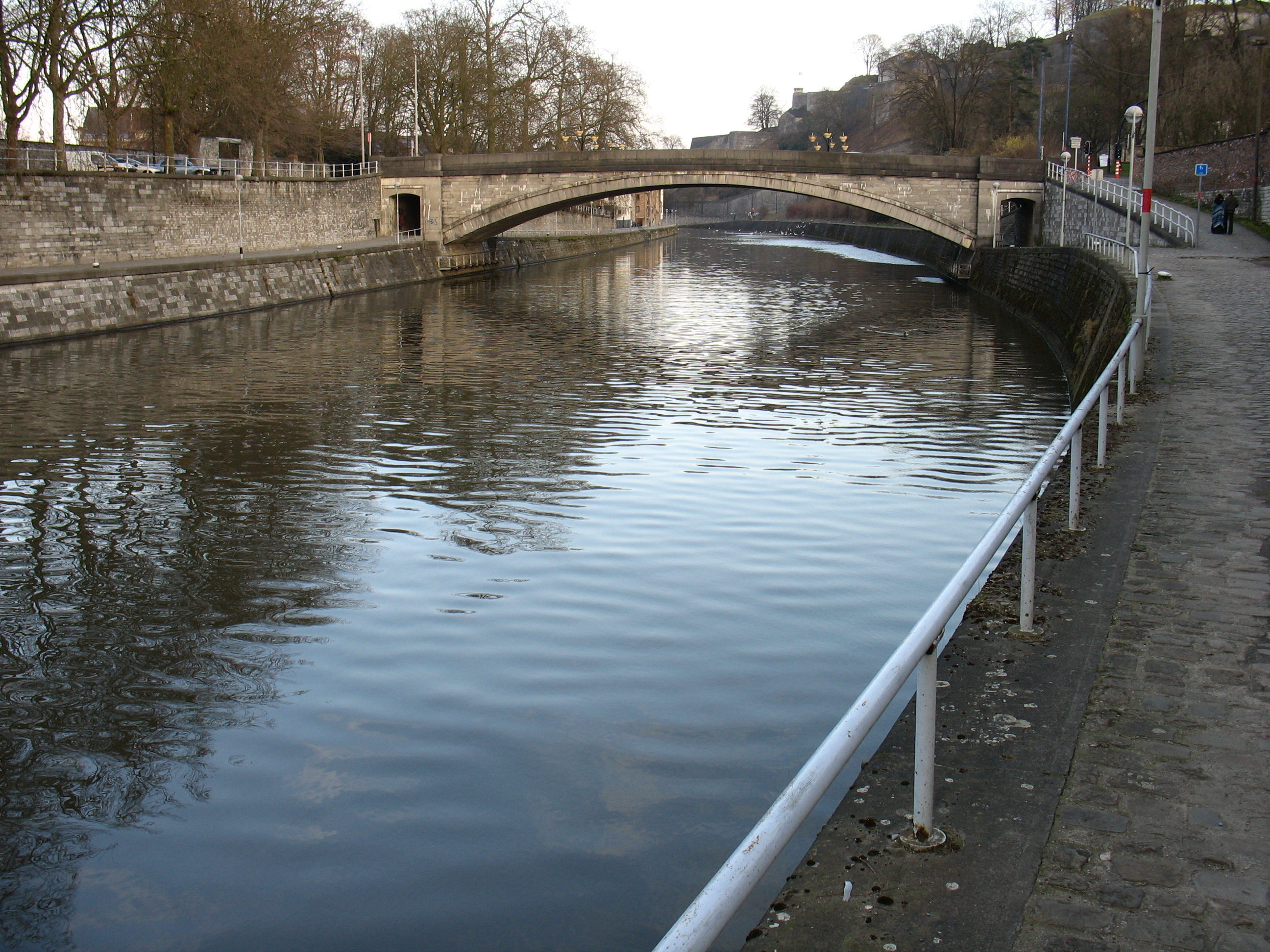
Мост Эвеше, Намюр

Намюр — столица региона Валлония (с 1986), административный центр одноимённой провинции. Самыми известными достопримечательностями города являются цитадель и Собор Святого Альбена c колокольней, внесенный в список Всемирного наследия ЮНЕСКО.
В Намюре расположен католический университет, основанный в 1831 году. В городе существует много традиций с вековыми историями, как, например, ежегодная «Борьба за золотую ходулю» (фр. Combat de l'Échasse d'Or), которая проводится в третье воскресенье сентября. Две команды, одетые в средневековые одежды, сражаются, стоя на ходулях на одной из главных площадей города.
С 1986 года в Намюре проходит Международный фестиваль франкоязычного кино. Также в городе ежегодно проходят джаз- и рок-фестиваль и региональный этап велокросса на Мировой кубок Всемирной ассоциации велосипедистов.

#### Монс
Монс — административный центр провинции Эно. Среди достопримечательностей наиболее известны готическая ратуша XV века, Собор Святой Вальдетруды, 81-метровая беффруа, сооружённая в 1661 году (является единственной барочной колокольней Бельгии, наряду с прочими беффруа включена в список всемирного наследия ЮНЕСКО), университет и музей изящных искусств.
Монс также известен как место проведения ежегодного международного открытого мужского теннисного турнира Ethias Trophy, проходящего на хардовых кортах.